# 쿼리멘
쿼리멘(The Quarrymen)은 영국의 스키플/로큰롤 그룹이다. 1956년 존 레논이 리버풀에서 결성하였으며, 1960년 이 그룹은 비틀즈로 발전하게 된다. 당초에는 레논과 그 학우들로 구성되어 있었으며, 자신들이 다니는 학교 쿼리 뱅크 고등학교의 교가의 가사에서 그 이름을 따왔다. 레논의 어머니되는 줄리아 레넌이 아들에게 밴조의 연주법을 알려주었고, 레논과 에릭 그리피스에게 밴조와 같은 식으로 기타의 조율법과 간단한 코드와 곡들을 알려주었다.
레논은 이 스키플 그룹을 원래 더 블랙잭스(the Blackjacks)라고 이름하였으나, 공공연예 전에 그 회명을 바꾸어버렸다. 한 출전은 레논을 새로운 회명의 지음자로 설명하고 있으나, 다른 출전에서는 그와 막역한 친구 피트 쇼튼이 이름을 추천했다고 설명한다. 쿼리멘은 파티, 스쿨 댄스, 영화관, 아마추어 스키플 콘테스트에서 공연하였으며, 1957년 10월 폴 매카트니가 입단하였다. 1958년 초 매카트니의 천거를 통하여 조지 해리슨이 입단하지만, 레논은 처음에 해리슨이 너무 어린 게 아닌가 생각하였다(당시 해리슨은 14살이었다). 매카트니와 해리슨은 모두 리버풀 인스티튜트에 다니는 학생이었다.
1958년 쿼리멘은 첫 아마추어 녹음을 진행, 버디 홀리의 〈That'll Be the Day〉와 매카트니와 해리슨 작곡의 〈In Spite of All the Danger〉을 녹음하였다. 쿼리멘이 로큰롤을 지향하면서부터 몇몇 멤버들의 이탈이 이어졌다. 남은 멤버들 즉 레논, 매카트니, 해리슨은 여러 회명 아래 공연하였으며, 회명 가운데는 조니 앤 더 문독스, 재페이지 3 등이 있으며 1959년 결국 다시 쿼리멘이라는 이름으로 돌아갔다. 1960년 쿼리멘은 회명을 '비틀즈(The Beatles, 그 이중적 의미로 인하여)'로 고쳤다. 이 이름은 레논과 그룹의 네 번째 멤버인 스튜어트 섯클리프가 한밤중에 떠올린 것으로서 이튿날 다른 멤버 둘에게도 알려주었다. 그러나 비틀즈라는 이름이 바로 사용되지는 않고 현지의 클럽에서 더 먹힐 것이라고 생각하여 '더 실버 비틀즈'라고 바꾸어 활동하였다. 비틀즈는 이후 역사상 가장 많은 음반을 판 아티스트가 된다.
1997년 네 명의 생존한 원래의 멤버들이 레논과 메카트니가 처음 만났던 장소에서 열린 40주년 기념 가든 바자 공연에서 재결합하였으며, 1998년부터 여러 나라를 순방하며 공연하고 있으며, 네 장의 앨범을 발표하였다. 세 명의 멤버들이 아직까지 쿼리멘을 자처하며 활동하고 있다.